# Kohlefadenlampe

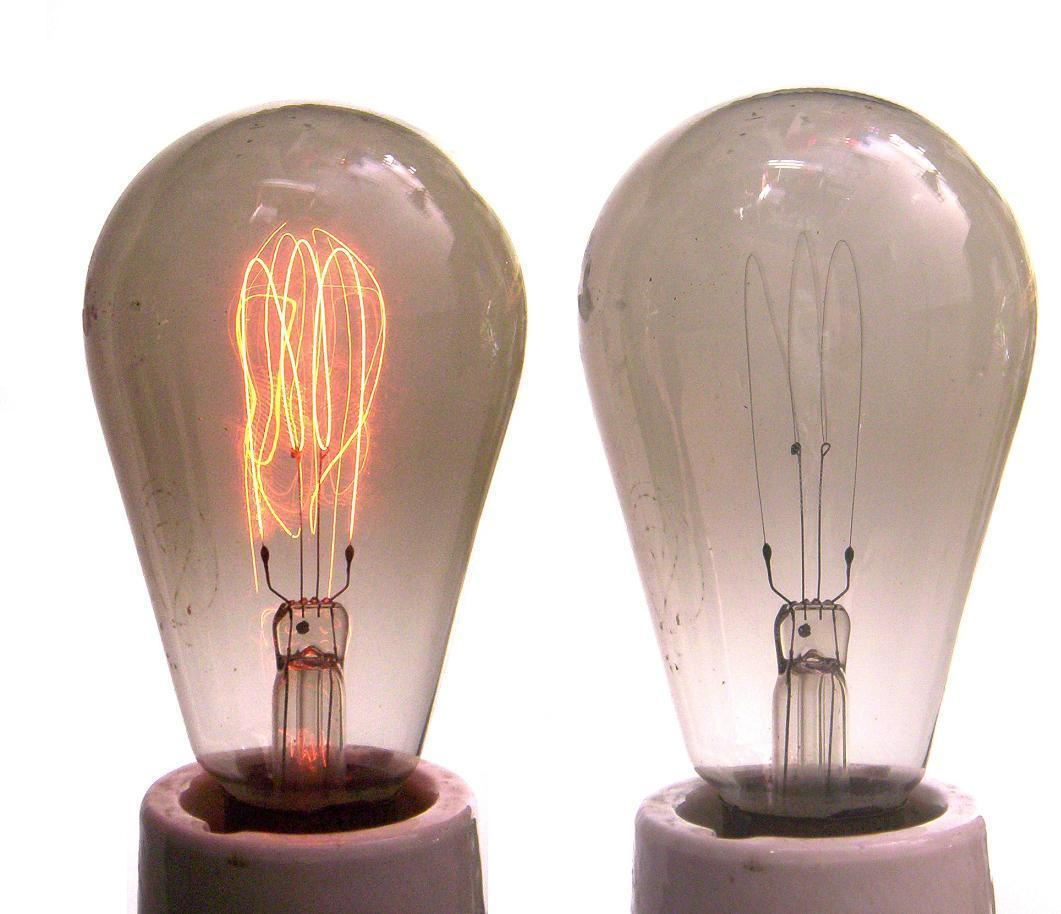
Kohlefadenlampe, E27-Sockel, 220 Volt, ca. 30 Watt, links betrieben an 100 Volt

Die Kohlefadenlampe (auch Kohlenfadenlampe) war die erste elektrische Glühlampe, deren Haltbarkeit, Energieverbrauch und Lichtausbeute für den praktischen Einsatz zu alltäglichen Beleuchtungszwecken ausreichend war. Mit diesem Lampentyp wurde das früher übliche Gaslicht verdrängt.
Als temperaturbeständiger elektrischer Leiter wird ein meist ungewendelter Faden aus Kohle benutzt, der durch Verkohlung eines Nähfadens oder von Pflanzenfasern gewonnen wurde.

## Eigenschaften und Verwendung

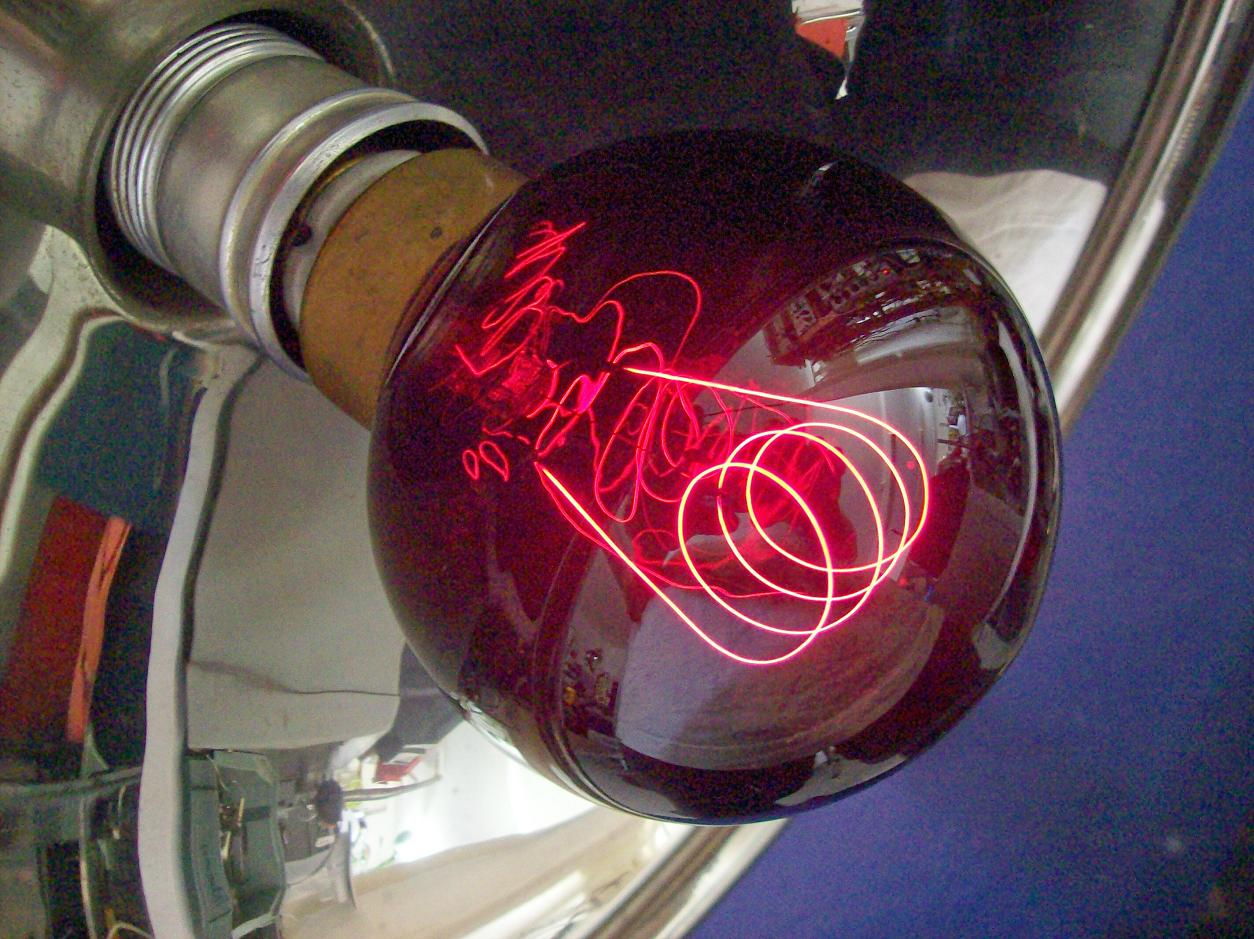
Kohlefaden-Glühlampe mit rot eingefärbtem Glaskolben in einer Rotlichtlampe

Da ein Kohlefaden nur bei vergleichsweise niedrigen Temperaturen betrieben werden kann, liegt das Strahlungsmaximum von Kohlefadenlampen noch weiter im infraroten Bereich als dies bei heutigen Glühlampen mit Wolfram-Glühwendel der Fall ist.
Die spezielle Farbtemperatur ähnelt jedoch derjenigen von Gaslicht, was die Akzeptanz des neuen Elektrolichts bei der Einführung der Kohlefadenlampen förderte.
Diverse Glühlampenhersteller bieten auch heute noch Kohlefadenlampen an, da es wegen der Farbtemperatur und der sanft ansteigenden Helligkeit beim Einschalten eine Nachfrage danach gibt. Verwendung finden sie für Dekorationszwecke und als stimmungsvolle Beleuchtung.
Heute werden Kohlefadenlampen gelegentlich auch als Quellen für Wärmestrahlung verwendet, z. B. für Brutapparate oder Terrarien.
Kohlefadenlampen sind erschütterungsempfindlicher als heute übliche Glühlampen mit Wolframfaden. Sie verursachen keinen Einschaltstromstoß wie jene, da Kohlenstoff ein Heißleiter ist.
Der Sublimationspunkt von Kohlenstoff liegt zwar bei Normaldruck mit 3820 K höher als der Schmelzpunkt von Wolfram, aber im Vakuum setzt schon bei Temperaturen über 2000 °C eine starke, den Kohlefaden zerstörende, Sublimation ein.

## Geschichtliche Bedeutung der Kohlefadenlampen

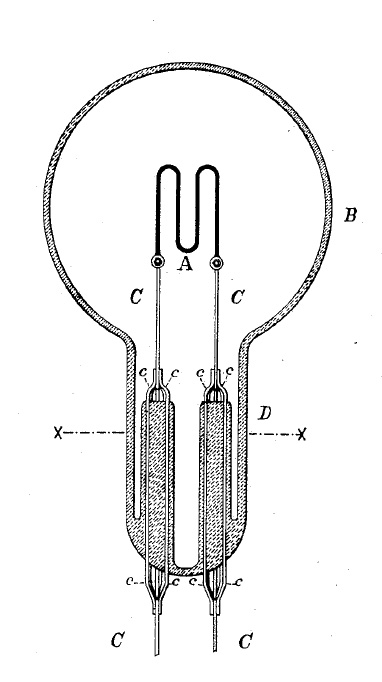
Detailzeichnung aus US-Patent 244.277 von 1881. Der Chefentwickler der United States Electric Lighting Co., Hiram S. Maxim, gab dem Karbonglühmaterial seiner Konstruktionen die Form eines „M“.

Die Kohlefadenlampen waren in den 1880er Jahren die ersten elektrischen Produkte, die in Privathaushalten benutzt wurden. Damit einher ging der Bau der elektrischen Energieversorgungsnetze.
Diese Produkte markieren mithin den Beginn der umfassenden Elektrifizierung in der kulturellen Entwicklung der Menschheit.
Gaslampenhersteller und Gasversorger verloren damals ihre Märkte, während um die Verteilung des neu entstehenden Elektromarktes hart gekämpft wurde.
Im Jahr 1879 konstruierte Thomas Alva Edison eine Kohlenfadenlampe. Die in den 1880er Jahren geführten Patentprozesse um die Kohlefadenglühlampe in Europa und in den USA gehören zu den umfangreichsten jemals geführten Patentprozessen. Der Patentprozess der Edison Electric Light Co. gegen die United States Electric Lighting Co. z. B. dauerte von 1885 bis 1892 und soll ca. 6500 Aktenseiten umfassen. Nach Angaben der Edison-Biografen Dyer und Martin wurden allein in den USA zwischen 80 und 90 Patentprozesse um die Glühlampenpatente geführt und weitere mindestens 125 Patentprozesse um die mit der Glühlampe verbundenen Erfindungen in der elektrotechnischen Infrastruktur. 1889 musste Edison einen eigenen Unternehmensbereich für die Steuerung und Administration der Verfahren gründen. Der Aktenumfang und die lange Dauer dieser Patentrechtsstreite ist durch Prozessverschleppungsstrategien der Patentverletzer begründet. Im schwebenden Verfahren konnten sie weiterproduzieren und offenbar die Rechtskosten ausgleichende hohe Gewinne abschöpfen. 1893 stand der aus Deutschland stammende Heinrich Göbel im Mittelpunkt von Patentprozessen in den USA um die Kohlefadenlampe.
In Deutschland kam es anders als in den USA und Großbritannien nicht zu umfangreichen Patentprozessen, da die bedeutenden Elektrounternehmen Deutsche Edison Gesellschaft (später AEG) und Siemens & Halske 1883 ein Produktions- und Preisabkommen zur Glühlampenvermarktung schlossen und den Markt unter sich aufteilten.
Glühlampen waren in jener Zeit ein teures Luxusprodukt für Hotels, Büros, Theater und wohlhabende Schichten in den Großstädten.
Die Hersteller von Glühlampen wie die Edison Electric Light Co. erlaubten häufig nur den Betrieb der von ihnen gefertigten Glühlampen an bestimmten Stromversorgungsnetzen und sicherten sich so auch diesen Markt. Mitarbeiter der Glühlampenhersteller recherchierten in Hotels, Büros usw. nach Stromgeneratoren und veranlassten Klagen bei Benutzung von Glühlampen mit nichtlizenzierter Stromversorgung.
Kohlefadenlampen wurden nach 1900 durch Glühlampen mit Tantal-Glühfaden und später Wolfram-Glühfaden ersetzt.

## Erfinder und Erfindungsjahr der Kohlefadenlampe

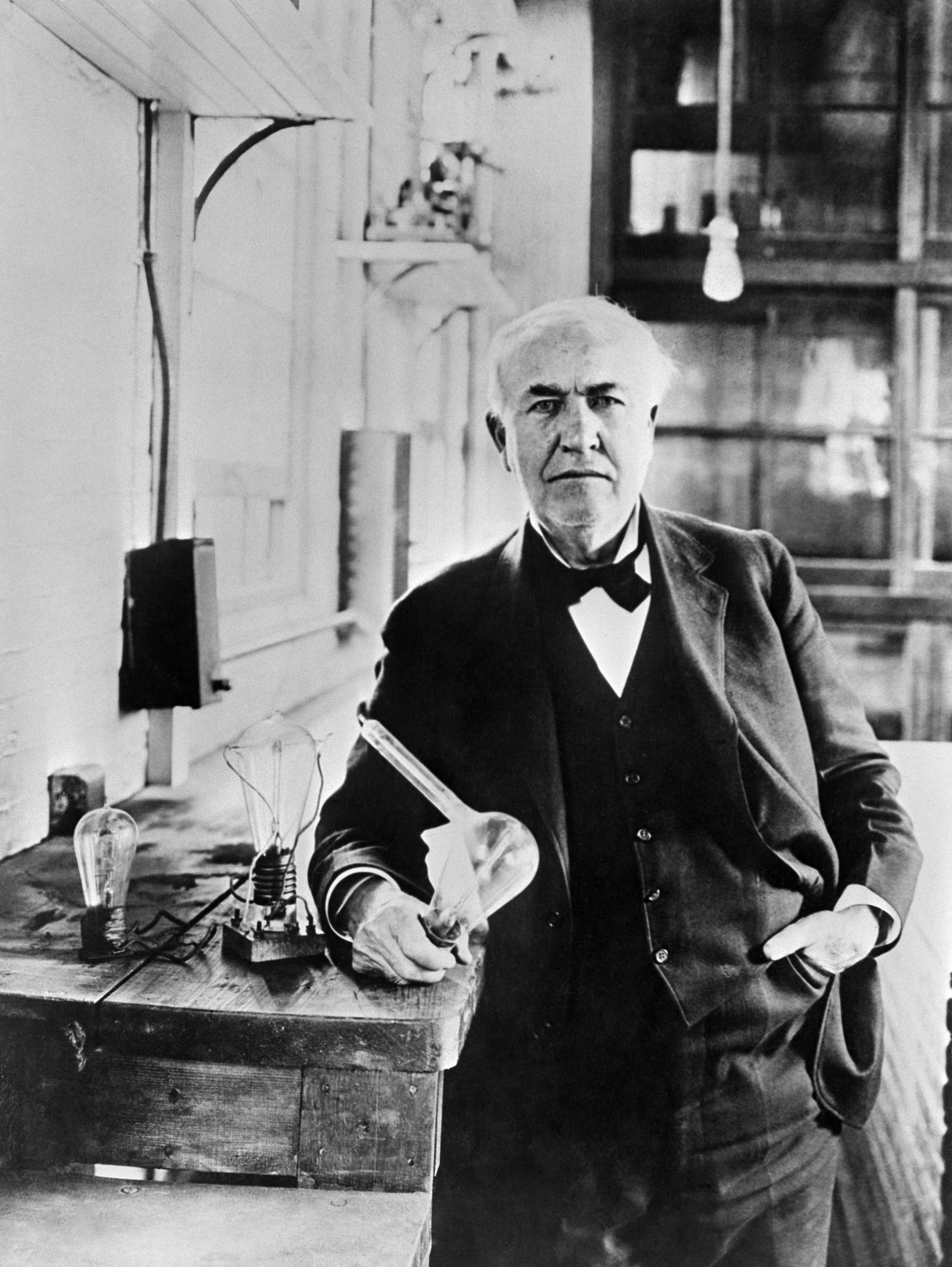
Thomas Alva Edison

Joseph Wilson Swan

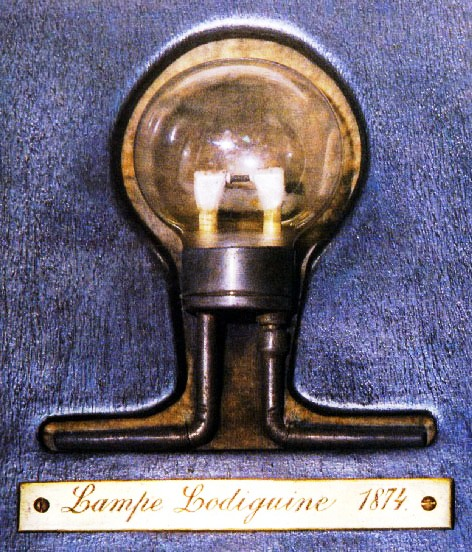
Glühlampe von A. Lodygin (1874)

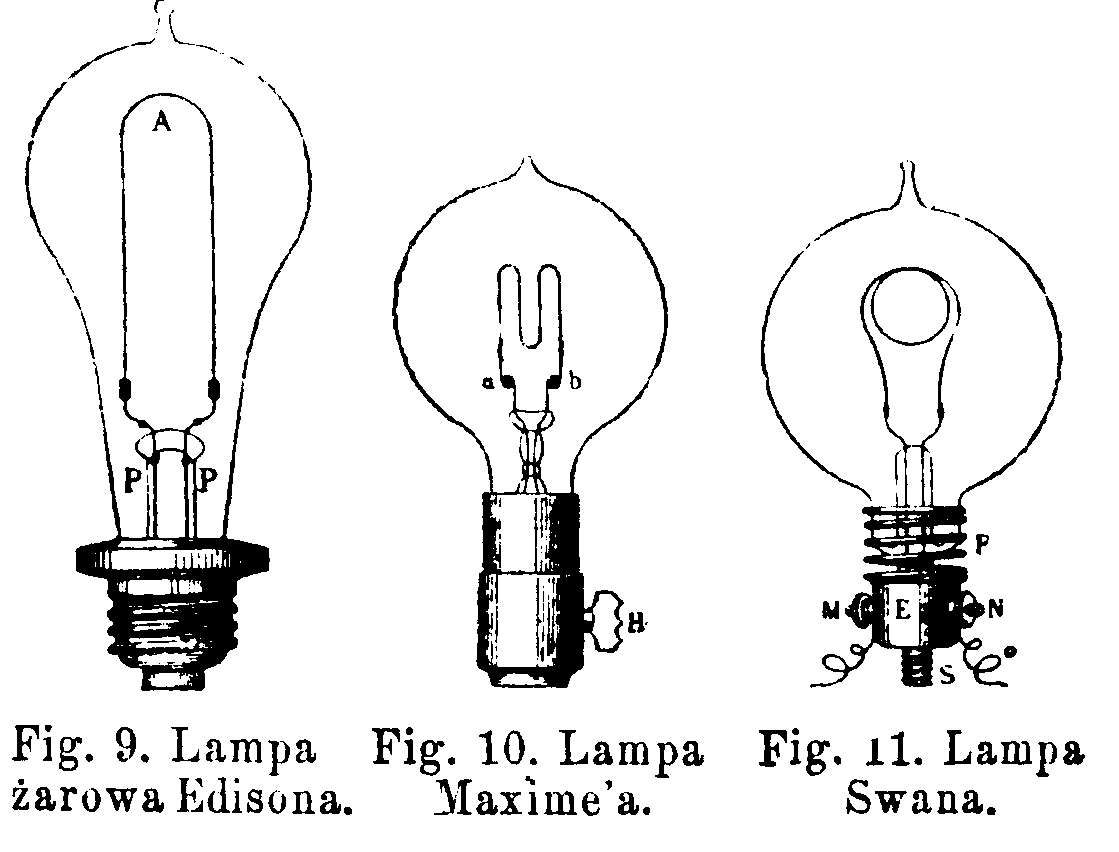
Zeichnung der frühen Glühlampenkonstruktionen von Edison, Maxim und Swan

Kohle wurde erstmals 1845 in einem englischen Patent der Erfinder King und Starr als geeignetes Brennmaterial für elektrische Lampen genannt. In der Folge wurde von verschiedenen Erfindern immer wieder mit Kohle experimentiert. Das spröde Material wurde dabei in Form von Stiften verwendet.
Da es weder eine Definition des Begriffes Kohlefaden noch eine genaue Dokumentation über Material und Beschaffenheit des Karbonbrennmaterials aller Entwicklungen vor 1880 gibt, ist schwer zu bestimmen, wann Kohlefadenlampen erstmals hergestellt wurden. In Patentprozessen der 1880er und 1890er Jahre wurde ein Querschnitt von 0,25 mm² und kleiner als Faden angesehen. Wahrscheinlich konnten die Entwickler vor 1878 nur Karbonbrennelemente mit einem Querschnitt im Quadratmillimeterbereich herstellen und verarbeiten. Im Jahr 1874 erhielt Alexander Lodygin ein russisches Patent für eine Glühlampe, bei der es sich um eine Kohlefadenlampe handeln soll. Die Fachliteratur beschreibt das von Lodygin 1874 verwendete Glühmaterial jedoch als Karbonstäbe mit in der Mitte vermindertem Querschnitt (rods of carbon diminishing the section at the point of the luminous focus). Die Entwicklungen vor 1878 hatten experimentellen Charakter. Die Haltbarkeit der Glühlampen lag im Allgemeinen unter zehn Stunden.
Als Erfinder der ersten wettbewerbsfähigen Elektrobeleuchtung gilt Thomas Alva Edison. Das Patent 223.898 wurde am 27. Januar 1880 ausgestellt. Da Edison bereits im Oktober 1879 Lampenpräsentationen mit folgender umfangreicher Berichterstattung in der internationalen Presse durchführte, gilt 1879 als das Erfindungsjahr dieses Lampentyps.
Da es der Beginn der Entwicklung von Glühlampen für alltägliche Beleuchtungszwecke war, wird die Erfindung häufig als Erfindung der Glühlampe schlechthin gesehen. Das ist jedoch unzutreffend. Zahlreiche Patente wurden seit 1841 für verschiedene Konstruktionen erteilt, die allerdings in Herstellungskosten, Lichtausbeute und Energiekosten noch nicht mit dem Gaslicht wettbewerbsfähig waren. Sowohl Glühlampen mit Glühfaden als auch speziell solche mit Kohleglühfaden waren bekannt und bereits patentiert.
Der Brite Joseph Wilson Swan hatte bereits ein Jahr vor Edison eine Kohlefadenlampe zum Patent angemeldet und ein Landhaus komplett elektrisch beleuchtet. Da seine Lösung jedoch ein niederohmiger Kohlefaden war, wird die bahnbrechende Erfindung Thomas Alva Edison zugeschrieben. Niederohmige Kohlefäden sind zwar einfacher herstellbar, in elektrischen Netzwerken müssen für deren Betrieb mit hohen Strömen bei niedriger Spannung jedoch sehr dicke Kupferkabel verlegt werden. Die Probleme der Stabilität eines Stromversorgungsnetzes beim Ein- und Ausschalten von Verbrauchern konnte Thomas Alva Edison mit den hochohmigen Glühlampen ebenfalls überzeugender lösen, da es zu keinem Flackern und keinen Helligkeitsveränderungen brennender Glühlampen kam.
Ein weiterer Brite, St. George Lane Fox-Pitt, arbeitete parallel zu Edison an der Kohlefadenlampe. Er kannte wie Edison die genauen Anforderungen an Glühlampen für deren Betrieb in elektrischen Netzwerken und erwarb früher als Edison im Jahr 1878 Patente für parallel einsetzbare Glühlampen. Er stellte hochohmige Glühfäden aus Gräsern her. St. George Lane Fox-Pitt war auch Philosoph und nur wenige Jahre mit Glühlampentechnik beschäftigt. Er erkannte später an, dass Edison mit der Entdeckung und Lösung des Problems von im Karbonmaterial eingeschlossener Gase einen wesentlichen Beitrag auf dem Weg zu praktisch einsetzbaren Glühlampen mit langer Nutzungsdauer geleistet hatte.
Andere Erfinder und Inhaber von Glühlampenpatenten wie William S. Sawyer oder Hiram S. Maxim reklamierten eine ungenaue Abgrenzung des Durchmessers von Kohlefäden und Kohlestiften und mithin eine unzureichende Neuerungsschwelle. Unter Berufung auf Kohlestift-Patente wurden tatsächlich Kohlefadenlampen produziert. Die United States Electric Lighting Co. wurde offenkundig vor der Edison-Gesellschaft gegründet und kam nahezu zeitgleich mit Kohlefadenlampen auf den Markt. Deren Chefentwickler Hiram S. Maxim meldete zahlreiche Patente für Glühlampentechnik an. Die Gerichte sahen jedoch in der hochohmigen, für elektrische Netze geeigneten Lösung von Edison und der Bewältigung der Schwierigkeiten der Herstellung und Handhabung fragiler Kohlefäden eine grundlegende Neuerung in der Kunst der Lampenherstellung.
Das Patent 223.898 „Electric Lamp“, welches als eines der wirtschaftlich und technisch wichtigsten des 19. Jahrhunderts gilt, ist dennoch ein Kuriosum, da man nach diesem Patent ungeachtet einiger elementarer Neuerungen keine dauerhaft nutzbare Glühlampe herstellen kann, denn alle angegebenen Materialien zur Herstellung von Glühfäden sind untauglich. Edison konnte bei den erreichten Nutzungsdauern Präsentationsveranstaltungen durchführen, die Stabilität eines Netzwerkes demonstrieren und die Öffentlichkeit vom beginnenden Zeitalter der Elektrobeleuchtung überzeugen. Damit konnte er Investoren und Unterstützer gewinnen und sein Projekt der Elektrifizierung New Yorks angehen. Das in tradierten Darstellungen genannte Erfindungsdatum 21. Oktober 1879 mit dem Durchbruch zu 40 Stunden Nutzungsdauer kann die neuere Quellenforschung nicht bestätigen. Lediglich 14,5 Stunden Brenndauer einer Lampe verzeichnen die Laborbücher am 23. Oktober 1879 einer am 21. Oktober begonnenen Testreihe.
Erst nach einer Expedition zur Einsammlung von tropischen Pflanzen und langwierigen Testreihen mit einer großen Anzahl von Pflanzenfasern fand die Edison Electric Light Co. japanischen Bambus als geeignetes Material zur Glühfadenherstellung. Das Patent 251.540 datiert vom 27. Dezember 1881. Der Durchbruch zu Glühlampen mit einer Brenndauer von bis zu 1000 Stunden kam mit Forschungsarbeiten zur Entfernung von im Kohlematerial eingeschlossenen oder ihm anhaftenden Gasen. Das Verfahren wurde im Patent 265.777 am 10. Oktober 1882 ebenfalls von Edison patentiert.
Die heute noch übliche Schraubfassung von Glühlampen (sogenannter Edison-Sockel) kam in den 1880er Jahren gemeinsam mit den Kohlefadenlampen von Edison auf den Markt. Die Lösung soll auf eine Idee von Thomas Alva Edison aus dem Jahr 1881 zurückgehen, die er dann gemeinsam mit Sigmund Bergmann in dessen Bergmann and Company’s Shop in New York entwickelte. Der Lampensockel wurde in einer gemeinsamen Firma produziert. Bergmann verkaufte seine Anteile 1889 an Edison.
Etwa 200 Patente im Zusammenhang mit der Kohlefadenlampe und deren Produktion wurden von Edison angemeldet. Da er ein Monopol errichten wollte und weniger an Lizenznehmern interessiert war, wurde es für Wettbewerber immer schwieriger, Produkte unter Umgehung aller Edison-Patente zu produzieren.
In dem grundlegenden Urteil aus 1892 von Richter Wallace im Streit um die Edison-Patente zwischen der United States Electric Lighting Co. und der Edison Electric Light Co. heißt es:

“It was a remarkable discovery that an attenuated thread of carbon would possess all the long-sought qualities of a practical burner when maintained in a perfect vacuum. The extreme fragility of such a structure was calculated to discourage experimentation with it, and it does not detract in the least from the originality of the conception that previous patents had suggested that thin plates or pencils or small bridges could be used. The futility of hoping to maintain a burner in vacuum with any permanency had discouraged prior inventors, and Mr. Edison is entitled to the credit of obviating the mechanical difficulties which disheartened them, ….”

„Es war eine bemerkenswerte Entdeckung, dass ein dünner Kohlefaden in einem perfekten Vakuum all die lange gesuchten Eigenschaften eines praktischen Brenners besaß. Die extreme Zerbrechlichkeit eines solchen Gebildes war vermutlich maßgeblich, dass Experimente damit für aussichtslos angesehen wurden. Es beeinträchtigt nicht im mindesten die Originalität des Konzeptes, dass frühere Patente dünne Platten, dünne Stifte oder schmale Brücken vorschlugen. Die Aussichtslosigkeit, einen Brenner im Vakuum permanent zu erhalten, hat vorherige Erfinder entmutigt, und Herrn Edison gebührt berechtigt das Verdienst, die mechanischen Schwierigkeiten aus dem Weg geräumt zu haben, welche all die anderen abschreckten, …“

In einem technischen Gutachten zu diesem Urteil wird der Begriff praktisches Licht zur Umschreibung von Edisons Erfindung benutzt. Die Gleichsetzung mit Glühlampe oder Kohlefadenlampe ist jedoch ebenso ungenau wie die Datierung des Entwicklungsprozesses auf ein Kalenderjahr. Die Sicht von Richter Wallace ist in der Technikgeschichte etabliert.

## Technische Probleme bei der Erfindung der Kohlefadenlampe

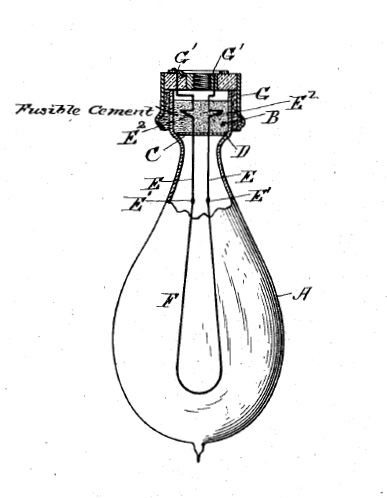
Detailzeichnung aus US-Patent 503.670 von 1893. Die Lösung des komplexen Stöpsels im Hals des Glaskörpers zur Vakuumversieglung unterscheidet die Stopper-Konstruktionen von der Edison-Lösung der zugeschmolzenen Glashülle mit einleitenden, in die Glashülle eingeschmolzenen Platindrähten.

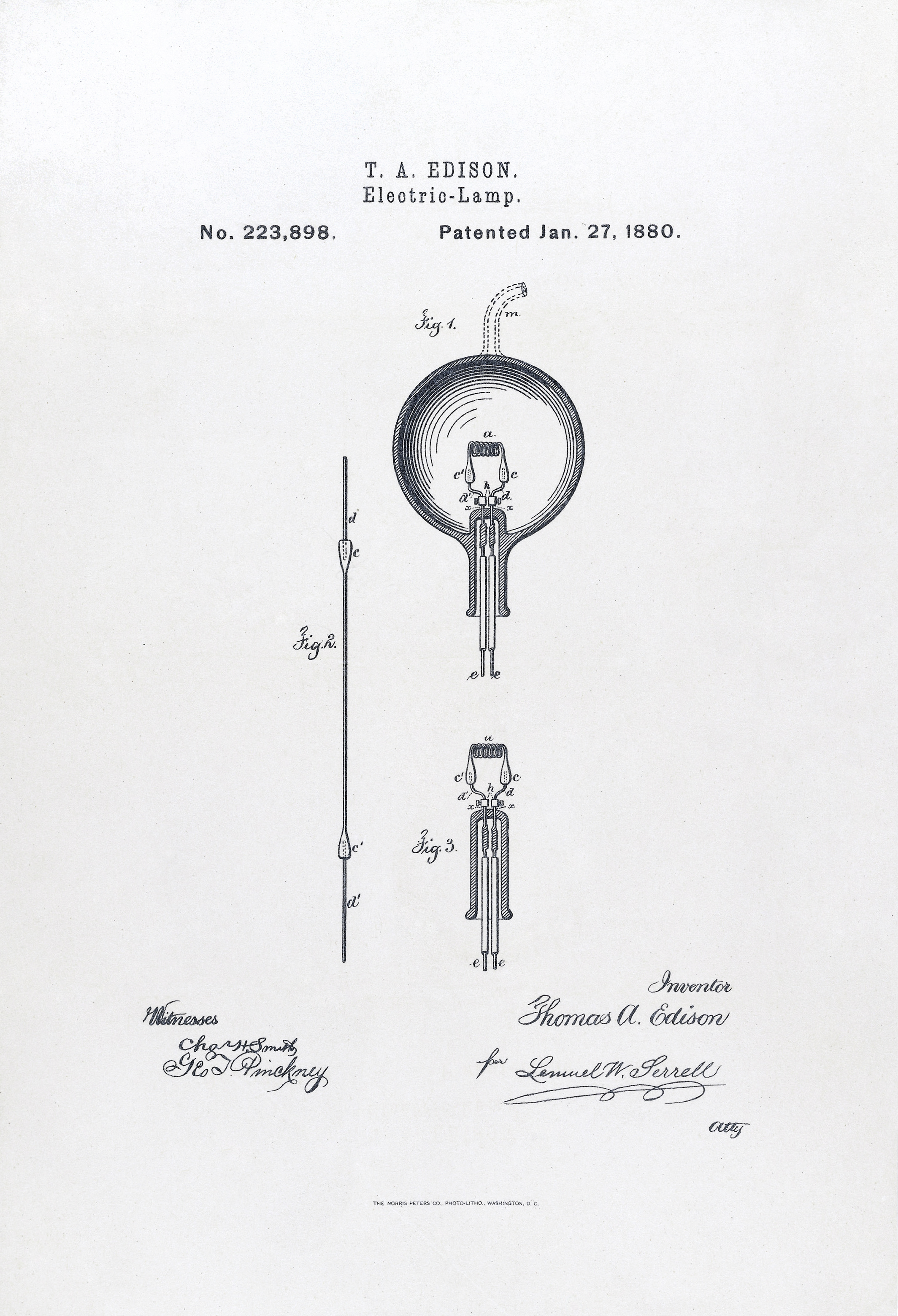
Titelblatt des Patents Electric Lamp von 1880, Basispatent der Edison-Glühlampenentwicklung

Die Entwicklung von Kohlefadenlampen warf eine Reihe von Problemen auf, die zur Herstellung eines zuverlässig funktionierenden Produkts gelöst werden mussten.
Ein europaweites Telegrafennetz wurde bereits 30 Jahre vor Erfindung der Kohlefadenlampe aufgebaut; viele Elektroerfindungen wie der Elektromotor wurden vor der Kohlefadenlampe gemacht. Aus heutiger Sicht wird die Komplexität des Alltagsgegenstandes Glühlampe vielfach unterschätzt. Die Kohlefadenlampe war ein Produkt der Hochtechnologie zur Zeit der Erfindung und erforderte nach Angaben von Marc Greuther, Kurator am Henry-Ford-Museums, etwa 200 Einzelschritte in der Herstellung.
Erst die Verbesserung der Vakuumtechnik und die Entwicklung von Methoden zur präzisen Fertigung der Komponenten brachten ab 1879 den Durchbruch hin zu den notwendigen langen Nutzungszeiten für kommerzielle Lampen.
An der Entwicklung von dauerhaft funktionierenden Glühlampen mit Platinfaden waren diverse Erfinder, u. a. auch Edison, gescheitert. Erst nahe dem Schmelzpunkt von Platin erreicht man eine befriedigende Lichtabgabe. Aber es gelang nicht, die Temperatur in diesem Bereich dauerhaft konstant zu halten und ein Durchschmelzen zu verhindern. Metalle mit höherem Schmelzpunkt als Platin waren zwar bekannt; die für Lichterzeugung gewünschte hohe Schmelztemperatur machte jedoch deren Verarbeitung mit den damals bekannten Methoden der Metallurgie unmöglich. Erst spätere Entwicklungen der Pulvermetallurgie erlaubten die Produktion von Glühfäden aus Wolfram und anderen Metallen mit hoher Schmelztemperatur. Deswegen versuchte man die Produktion von Glühfäden aus dem elektrisch leitfähigen Kohlenstoff mit hohem Schmelzpunkt. Die Verarbeitung dieses Nichtmetalls zu Glühfäden erforderte jedoch die Lösung zahlreicher Probleme.
- Kohle hat einen hohen Dampfdruck. Das Material sublimiert, was den Kohlefaden zerstört. Der kondensierte Dampf reduziert zudem die Transparenz der Glashülle. Der Temperaturbereich für eine brauchbare Nutzungsdauer bei gleichzeitig hinreichender Lichtausbeute ist klein und muss exakt eingestellt werden.
- Kohle hat im Unterschied zu Metall einen negativen Temperaturkoeffizienten. Je heißer das Material, desto geringer der Widerstand. Es fließt noch mehr Strom, was zu einer noch höheren Erhitzung bis zur Zerstörung des Fadens führt. Kohlefadenlampen müssen einen hohen Widerstand bei Zimmertemperatur haben, damit der Widerstand bei 1900 °C noch ausreichend ist.
- Dünne Fäden aus verkohltem organischem Material sind schwer herzustellen. Darüber hinaus sind die Toleranzen klein. An einer dünneren Stelle wird der Kohlefaden heißer und Material verdampft. Dadurch wird die dünnere Stelle noch heißer und verdampft noch schneller, bis der Faden zerstört ist.
- Die zuvor benutzten Platinfäden reagieren träger mit Sauerstoff als Kohlefäden dies tun. Kohlefaden-Glühlampen erfordern deswegen eine höhere Qualität des Vakuums.
- Die mechanischen Eigenschaften von Kohlefäden sind schlechter als die der zuvor benutzten Platinfäden. Das spröde Material ist weniger biegsam und empfindlicher für Erschütterungen und Vibrationen. Eine Verbesserung der elastischen Eigenschaften erfordert spezifisches Fertigungswissen.
- Im Kohlematerial befinden sich eingeschlossene und anhaftende Gase, die den Faden bei Temperaturen um 1900 °C zerstören. Ein komplexes Verfahren zur schrittweisen Erhitzung und Abkühlung des Fadens während der Entlüftung des Glaskolbens muss angewendet werden, um diese Gase zu entfernen.
- Bei der Einleitung eines Metalldrahtes in das durch einen Glaskolben eingeschlossene Vakuum entstehen an der Durchleitungsstelle Undichtigkeiten wegen unterschiedlicher Temperaturkoeffizienten. Lediglich Platin hat einen Koeffizienten, der dem von Glas ähnelt. Diese Lösung der Vakuumversieglung durch Einschmelzung einleitender Platindrähte in die komplett zugeschmolzene Glashülle einer Lampe wurde von Edison patentiert. Andere damals bekannte Lösungen haben eine schlechtere Dichtigkeit, was die Haltbarkeit der Lampen durch die schwindende Vakuumqualität stark verkürzt. Die zur Umgehung des Edison-Patents von Wettbewerbern eingesetzten Konstruktionen heißen „Stopper-Lamps“. Der Glaskolben dieser Lösungen ist nach einer Seite verschmälert und offen. In diesen Hals wird ein Stöpsel zur Versiegelung eingesetzt, der gleichzeitig Träger des Innenaufbaus der Glühlampe ist. In Material und Gestaltung wurden zahlreiche Varianten der Stöpsel konstruiert. Die mangelnde Qualität der „Stopper-Lamps“ wegen unvermeidbarer Vakuum-Undichtigkeiten und damit reduzierter Haltbarkeit wurde teilweise dadurch ausgeglichen, dass der Stöpsel bei einigen Produkten entnommen und der Glühfaden erneuert werden konnte. Eine Erneuerung, Reinigung der Sublimationsablagerungen und erneute Entlüftung war preiswerter als eine neue Lampe.
- Die notwendige, nicht lötbare Verbindung eines stromführenden Metalldrahtes mit einem sehr dünnen und fragilen Kohlefaden muss mechanisch und elektrisch gelöst werden.
- Um zu verhindern, dass ein 1900 °C heißer Kohlefaden den stromführenden Metalldraht mit niedrigerem Schmelzpunkt zerstört, ist eine elektrisch leitfähige Wärmebrücke notwendig.
- Für die Herstellung von Kohleglühfäden mit langer Haltbarkeit eignen sich nur wenige Pflanzen. Die Möglichkeit, dünne Fäden aus gewachsenen Fasern herzustellen, sowie eine homogene Struktur dieser Fasern sind wichtige Kriterien. Wenn die gewachsene Struktur nicht homogen ist, variiert der elektrische Widerstand innerhalb des Fadens. An Strukturbrüchen treten hohe Temperaturen auf, die den Faden rasch zerstören. Amorphe Kohlefäden gleicher Größe aus beispielsweise verkohltem Holz haben variierenden elektrischen Widerstand. Thomas Alva Edison finanzierte eine Expedition für die Suche nach einer geeigneten Pflanze zur Herstellung von Glühfäden und fand japanischen Bambus, dessen Verwendung er 1881 patentieren ließ. Joseph Wilson Swan entwickelte mit Techniken der Textilindustrie synthetische Ausgangsmaterialien zur Glühfadenherstellung auf der Basis von Nitrozellulose. Edward Weston entwickelte die Technik 1884 weiter und brachte ein Glühfadenmaterial mit dem Namen Tamidine[19] auf den Markt, welches zur Umgehung der Edison-Bambus-Patente verwendet wurde. Das Material bzw. Varianten davon setzte sich später gegen Glühfäden aus Pflanzenfasern durch. Verbesserte elektrische und mechanische Eigenschaften sowie geringere Verarbeitungskosten waren dafür maßgeblich.